# Miszewo Murowane (gromada)
Miszewo Murowane – dawna gromada, czyli najmniejsza jednostka podziału terytorialnego Polskiej Rzeczypospolitej Ludowej w latach 1954–1972.
Gromady, z gromadzkimi radami narodowymi (GRN) jako organami władzy najniższego stopnia na wsi, funkcjonowały od reformy reorganizującej administrację wiejską przeprowadzonej jesienią 1954 do momentu ich zniesienia z dniem 1 stycznia 1973, tym samym wypierając organizację gminną w latach 1954–1972.
Gromadę Miszewo Murowane z siedzibą GRN w Miszewie Murowanym utworzono – jako jedną z 8759 gromad na obszarze Polski – w powiecie płockim w woj. warszawskim, na mocy uchwały nr VI/10/13/54 WRN w Warszawie z dnia 5 października 1954. W skład jednostki weszły obszary dotychczasowych gromad Białobrzegi, Borowice, Miszewo Murowane, Niesłuchowo i Stanowo ze zniesionej gminy Miszewo Murowane w tymże powiecie. Dla gromady ustalono 22 członków gromadzkiej rady narodowej.
31 grudnia 1959 1 stycznia 1960 do gromady Miszewo Murowane przyłączono obszary zniesionych gromad: Święcieniec (bez wsi Sambórz) i Miszewko (bez wsi Krawieczyn i Garwacz), a także wieś Szeligi ze znoszonej gromady Słupno w tymże powiecie (wykreślone zmiany retroaktywnie uchylone uchwałami z 25 lutego 1960).
31 grudnia 1961 do gromady Miszewo Murowane włączono wsie Cieśle i Kępa Polska ze zniesionej gromady Cieśle w tymże powiecie.
Gromada przetrwała do końca 1972 roku, czyli do kolejnej reformy gminnej.